# Hergé
Georges Prosper Remi, ismertebb nevén Hergé (Etterbeek, 1907. május 22. – Woluwe-Saint-Lambert, 1983. március 3.) belga képregényíró. „Hergé” – a GR kezdőbetűk megfordítva és franciásan ejtve. Legismertebb és legjelentősebb munkája a Tintin kalandjai sorozat, amit maga írt és rajzolt 1929-től haláláig, 1983-ig. A 24. Tintin-kaland, a Tintin és Alph-art befejezetlenül maradt. Munkája nagy hatással volt a képregényekre, különösen Európában. 2003-ban bekerült a képregényírók arcképcsarnokába.
A Tintin történetek figyelemreméltó minőségét adja élő humanizmusa és a benne foglalt széles körű kutatások, valamint Hergé egyenletes vonalú rajzstílusa. A felnőtt olvasók élvezték a sok szatirikus utalást a történelemre, és a 20. századi politikára. A Kék lótuszt például a Mukden incidens (mukdeni incidens) inspirálta, mely később az 1937-es második kínai–japán háborúhoz vezetett. Az Ottokár jogara olvasható mint a hitleri Anschluss háttere, míg a későbbi albumok, mint a Kalkulus affér, a hidegháborút idézi. Hergé az egyik legismertebb belgává vált világszerte és Tintin még ma is nemzetközi siker.
Általa írt és rajzolt sorozatok még Jo, Zette és Jocko (Jo, Zette et Jocko), valamint a Quick és Flupke.

## Életrajz
Georges Prosper Remi 1907-ben született a brüsszeli Etterbeek-ben, középosztálybeli családban, Alecis és Elisabeth Remi gyermekeként. Négy év általános iskolai tanulmányait az első világháború szakította meg, amikor a németek elfoglalták Brüsszelt. A néhány rajzórán kívül, melyet az Ecole Saint-Luc-ben kapott, soha nem részesült vizuális művészeti oktatásban.
1920-ban a College Saint-Boniface-ban folytatta tanulmányait, ahol a tanárok katolikus papok voltak. Georges csatlakozott az iskola fiú cserkészcsapatához, ahol a „Renard curieux” – „a kíváncsi róka” – totemnevet kapta. Első rajzai az iskola cserkészlapjában (Jamais assez) jelentek meg, majd 1923-tól a Le Boy-Scout Belge–ben, a cserkész havilapban. 1924-től rajzait „Hergé” álnévvel jelölte. Az ezt követő képregénymunkáit erősen áthatja a cserkészmozgalom etikája, és korai utazási élményei a cserkész szervezetben.
1925-re, iskolája befejeztével Georges a Le Vingtième Siècle (A huszadik század) katolikus újságnak dolgozott, Norbert Wallez szerkesztő mellett. Ez a katolikus apát mellesleg Mussolini képet tartott irodájában. A következő évben megjelentette első képregény sorozatát, a Totor kalandjait a cserkészmagazinban. 1928-ban azzal bízták meg, hogy a Le Vingtième Siècle gyermekrovatát (Le Petit Vingtième) képsorokkal lássa el. Elkezdte a Flup, Nénesse, Poussette, és Cochonnet kalandjai munkát illusztrálni. Ennek a kis képregénynek a szövegét az újság egy sportriportere írta, de hamar elvesztette érdeklődését a sorozat iránt. Wallez Remit kérte meg egy új hős, egy katolikus riporter kreálására, aki harcolna a jóért szerte a világon. Elhatározta, hogy elkészíti a saját képregényét, mely átveszi az akkori amerikai fejlesztéseket és a karakterek szájából kivezető beszédbuborékokat használ.

### Tintin a szovjetek földjén(1929)
A Tintin a szovjetek földjén a Le Petit Vingtième oldalain jelent meg, először 1929. május 10-én, és 1930 májusáig folytatódott. A sorozat egy fiatal riporter, Tintin és kis foxija, Milou kalandjait rajzolja le, amint beutazzák a Szovjetuniót. Tintin karakterét Georges bátyja, Paul Remi ihlette, aki a belga haderő tisztje volt.
1930 januárjában Hergé bemutat egy új sorozatot, a Quick és Flupke-t, két brüsszeli csibészről a Le Petit Vingtième hasábjain. Sok éven át folytatta ezeket a kevésbé ismert sorozatait párhuzamosan a Tintin történetekkel: júniusban kezdte a második Tintin kalandozást, Tintin Kongóban-t, amit a Tintin Amerikában és a Fáraó szivarjai követett.
1932-ben elvette Germaine Kieckens-t, a Le Vingtième Siècle igazgatójának lányát, akivel 1927-ben találkozott először. Nem született gyermekük, 1977-ben elváltak.
A korai Tintin kalandok mindegyike egy éven át folytatódott. Ennek során könyv formájában is megjelentek a Casterman iroda gondozásában. Hergé folytatta volna az átdolgozást a soron következő kiadásokkal, beleértve későbbi átszínezést is. Sajnálatát fejezte ki a munkáit illetően megnyilvánuló előítéletek és félinformációk kapcsán. Például a Tintin egy elhíresült jelenetében Kongóban a helyieket földrajzismeretekkel látta el egy misszionárius iskolában. „Kedves barátaim,” kezdte, „ma országotokról, Belgiumról fogok beszélni!” Egy későbbi kiadásban a jelenet már aritmetika órára változott.

### AKék lótusz(1936)
Hergé számára az ötödik Tintin kaland, a Kék lótusz jelentette a vízválasztót. Az előző Tintin kalandban, a Fáraó szivarjai-ban említette, hogy Tintin következő kalandja elviszi őt Kína különös világába. Gosset atya, a Leuven-i Egyetemen kínai tanulóinak káplánja írásban figyelmeztette Hergét, hogy figyeljen oda, mit ír Kínáról. Hergé megfogadta a tanácsot, és 1934 tavaszán Gosset bemutatta őt Chang Chong-jen-nek, a Brüsszeli Szépművészeti Akadémia fiatal szobrászhallgatójának. A két fiatal művész rögtön szoros barátságot körött és Chang bevezette Hergét a kínai történelembe, kultúrába és a kínai művészeti technikákba. Ilyetén tapasztalatainak eredményeképp Hergé igyekezett a Kék lótuszban és a rákövetkező kalandokban nagy aprólékossággal leírni a kalandok helyszíneit. Köszönete jeléül Tintin mellé rendelt egy fiktív karaktert, „Chang Chong-Chen”-t, egy fiatal kínai fiút, aki találkozásuk után barátjául szegődik Tintin mellé.
Barátságuk során Hergé növekvő figyelmet szentelt a kolonializmus problémáinak, különösen a Japán Császárság Kínával szembeni növekvő érdeklődésének. A Kék lótusz merész antiimperialista üzenetet hordoz, ellentétben a Nyugaton uralkodó szemlélettel, mely szimpatizált Japánnal és a koloniális érdekekkel. Így erős kritikát kapott különböző pártoktól, beleértve a japán diplomaták panaszait a belga külügynél. Az idő azóta igazolta Hergé nézeteit.
Brüsszeli tanulmányainak befejeztével Chang visszatért Kínába. Kapcsolatuk megszakadt a Kína elleni japán invázió, és az azt követő polgárháború során. Több mint négy évtized telt el, míg a két barát újra találkozhatott. Habár a Fáraók szivarjai magyar kiadásának utolsó oldalán ígéretet tettek rá, a Kék Lótusz sosem jelent meg magyar nyelven.

### II. világháború
1939. szeptember 1-jén kitört a második világháború. A nácik lerohanták Lengyelországot. Hergét behívták, hadnagyi rangban szolgált. Tintin kalandjai félbeszakadtak a „Fekete arany országában”. 1940 nyarára Belgium német kézre került a kontinentális Európa többi részével együtt.
Le Petit Vingtieme, ahol Tintin kalandjai addig megjelentek, bezárt a náci megszállás során. Hergé elfogadta a felkérést a Tintin sorozat folytatására a Le Soir-ban, Brüsszel vezető francia napilapjában. Abban a lapban, melyet az elnyomó hatalom szócsövének tartottak. Befejezetlenül kellett hagynia a Fekete arany országában-t, az antifasiszta áthallások miatt. Megjelentette helyette Az aranyollós rák-ot. Ezt még öt követte a háború alatt.
A harcok előrehaladtával két faktor is Hergé stílusának forradalmi megújulását eredményezte. Először is a papírhiány nyomására a Tintint napi három vagy négy képregényablakban adták le a heti két teljes oldal helyett, mely a Le Petit Vingtieme gyakorlata volt. A feszültségkeltés érdekében az oldal alja helyett minden képregénysor végén Hergé gyakoribb gegeket és gyorsabb akciókat rajzolt. A történeteket a valóságtól menekülő módon formálta meg: például Expedíció egy meteorithoz – A titokzatos csillag; vagy kincskeresősre – Az Unikornis titka és Vörös Rackham kincse; vagy kalandos felfedezősre – A hét kristálygömb, és a Naptemplom.
Ezekben a történetekben Hergé nagyobb hangsúlyt fektetett a karakterekre, mint a rajzokra. Tintin legemlékezetesebb társait, Haddock kapitányt és Cuthbert CalCulust (franciául Professeur Tryphon Tournesol) ezekben az időkben mutatták be. A változások nem maradtak hatástalanok az olvasókra. Reprintben ezek a történetek bizonyultak a legnépszerűbbeknek.
1943-ban Hergé találkozott Edgar P. Jacobs-szal, egy másik képregényrajzolóval, akinek segítséget nyújtott a korai Tintin albumok átdolgozásában. Jacobs leglényegesebb közreműködése a háttér és a ruhák átrajzolása volt az Ottokár jogarában, de az új Tintin kalandba, A hét kristálygömbbe is beledolgozott.

### A háborút követő gondok
Brüsszelt 1944. szeptember 3-án felszabadították a szövetségesek. Tintin kalandjai félbeszakadtak a hét kristálygömb végén, miután az szövetséges hatóságok becsukták a Le Soir-t. A kaotikus felszabadulás utáni periódusban Hergét négyszer tartóztatták le különböző hatalmi szervek. Nyilvánosan megvádolták náci szimpatizálással. A vád teljesen alaptalan volt, mivel a Tintin kalandokat a háború alatt skrupulózusan minden politikától mentesen rajzolták. Az egyetlen kétértelmű pont a Titokzatos csillagban volt, mely az USA zászlaja alatt mutatott be egy rivális tudományos expedíciót és egy szponzort, akit Blumensteinnek hívtak. Gyakorlatilag a történeteket egyértelműen azelőtt publikálták, hogy a háború összefonódott volna a fasizmussal. A legprominensebb személy az Ottokár jogará-ban tűnik fel. Ő azon dolgozik, hogy visszaverjen egy puccskísérletet, mely esetleg tekinthető az Anschluss allegóriájának is, idézve a náci Németországot Ausztria bekebelezésekor. Ahogy más, a nácik által felügyelt sajtónak dolgozó munkatársakat is, Hergé-t is eltiltották a publicitástól. A következő két évben Jabobsszal és egy új asszisztenssel, Alice Devosszal dolgozott együtt, és a régi Tintin kalandokat színezték át.
(Hergé tehát megúszta két év szilenciummal, utóbb pedig erről a korszakról inkább hallgattak. Benoit-Jeannin szerint azért, mivel nemcsak az utólag elismert „hülyesége” volt a hibás abban, hogy a németek alatt is zavartalanul alkotott, de az akkori francia-belga szélsőjobboldal iránti rokonszenve is, amelyben egyébként a belga társadalom tekintélyes része is osztozott.)
Tintin kiutasítása 1946. szeptember 6-ig tartott. A kiadó és háborús ellenálló Raymond Leblanc biztosította a pénzügyi támogatást náciellenes pedigrével, így a Tintin magazin megjelenhetett. A hetilap két teljes oldalt szánt Tintin kalandjainak, kezdve a Hét kristálygömb emlékeztetőjével, más képregényekkel és válogatott cikkekkel is. A lap óriási sikert aratott, 100 000-es heti eladással. A Tintin albumok példányszáma 1956-ban elérte az 1 milliót, az 1970-es évek vége és a 90-es évek eleje között a 2-3 millió között tetőzött.
A Tintint mindig is Hergének tulajdonították, Edgar Pierre Jacobs és a másik segítő, Alice Devos megemlítése nélkül. Ahogy Jacobs közreműködése mind nagyobb lett, egyesülést szorgalmazott. Hergé ezt visszautasította és véget vetett az eddig gyümölcsöző kapcsolatnak. Jacobs ezután saját képregényeit jelentette meg a Tintin magazinban, beleértve a széles körben üdvözölt Blake-et és Mortimert.

### Magánéleti krízis
A növekvő követelmények, melyeket a Tintin magazin állított fel, nagy vámot szedtek Hergé-n. 1949-ben, míg a Fekete arany országában új verzióján dolgozott – az első félbemaradt a II. világháború kirobbanásával – idegösszeomlást kapott és négy hónapos szünetre kényszerült. 1950-ben újra idegösszeomlása volt. Ekkor az Úticél a Hold volt tervezés alatt.
Hergé munkaterheit enyhítendő 1950. április 6-án megalapították a Hergé Stúdiót. A stúdió számos asszisztenst alkalmazott, hogy segítsenek Tintin kalandjainak megrajzolásában. A legjelentősebb köztük Bob de Moor volt, aki együttműködött az összes további Tintin kalandban. A részleteket és a háttereket töltötte ki a Felfedezők a Holdon-ban. A stúdió segítségével Hergé-nek 1954-ben sikerült kiadnia a Kalkulus affér-t, amit legremekebb munkájának tartanak. Ezt 1956-ban A Vörös-tenger cápái követte.

### Tintin Tibetben(1958)
Ez időszak végére magánélete újabb krízisbe jutott. Házassága Germaine-nel huszonöt év után megromlott. Szerelmes lett Fanny Vlaminckba, egy fiatal művészbe, aki akkoriban csatlakozott a Hergé Stúdióhoz. Továbbá visszatérő rémálmok gyötörték. Konzultált egy svájci pszichiáterrel, aki azt tanácsolta, hagyjon fel a Tintinnel. Ennek ellenére elkezdte a Tintin Tibetben képregényt.
Ez alkalommal tehát Tintint Tibetbe küldte a Himalájára Chang Chong-Chen, annak a kínai fiúnak a megkeresésére, akivel a Kék lótuszban ismerkedett meg. A kalandban saját rémálmaival konfrontálódott – rideg hegyvidéki látképekkel töltötte meg a jeleneteket, mely a kalandnak rendkívül tágas, helyi jelleget adott. A rendre gazdag karakterezés most a minimumra csökkent – Tintin, Haddock kapitány és Tharkey serpa az összes szereplő, mivel a történet Tintin Chang utáni kitartó keresésére fókuszál. Hergé-nek ez az erős személyes érzelmekkel tűzdelt Tintin kaland volt a kedvence. A történet befejezése saját problémáinak is a végét jelentette: többé nem voltak rémálmai. Feleségétől, Germain-től – akivel 1960-tól külön éltek – 1977-ben elvált, és még ebben az évben elvette Fanny Vlamincket.

### Utolsó évei
Az utolsó három teljes Tintin kaland lassabban készült el:
A Castafiore smaragd (1961), a 714-es járat (1966) és a Tintin és a Picarók csak 1975-ben jelent meg. Erre az időre Tintin már más médiában is szerepelt. A Tintin magazin kezdetétől Raymond Leblanc Tintint gazdasági érdekként, reklámcélokra használta. Elkészült a második Tintin film 1961-ben: Tintin és az Aranygyapjú, Jean-Pierre Talbot-val Tintin szerepében. Korábban készült még egy animációs film (1947), ami nyilvánosan csak egyszer került bemutatásra. Számos hagyományosan animált Tintin filmet is készítettek, kezdve a Kalkulus affér-el (1961).
Tintin pénzügyi sikere lehetővé tette Hergé-nek, hogy idejének nagyobb részét utazásoknak szentelje. Beutazta Európát és 1971-ben Amerikába utazott, ahol találkozott az őslakosokkal. Kultúrájuk megismerése nagy izgalommal töltötte el. 1973-ban járt Tajvanon. Három évtizedes meghívásnak tett eleget – a Kuomintang kormány Kék lótusszal szemben tanúsított csodálatának nyomán.
Emlékezetes példája életét tükröző művészetének, hogy Hergé-nek sikerült megújítania kapcsolatát Chang Chong-jennel. Évekkel azután, hogy Tintin megmentette a fiktív Chong-Chent Chang-ot Tintin tibeti kalandjainak végén. Az igazi Chang utcaseprővé csúszott le a 70-es években, a Kulturális Forradalom során, mielőtt a sanghaji Szépművészeti Akadémia vezetőjévé nevezték volna ki. 1981-ben visszatért Európába, régi barátjához, Hergé-hez és 1985-ben Párizsban telepedett le. Chang itt élt 1998-ban bekövetkezett haláláig.

### Halála

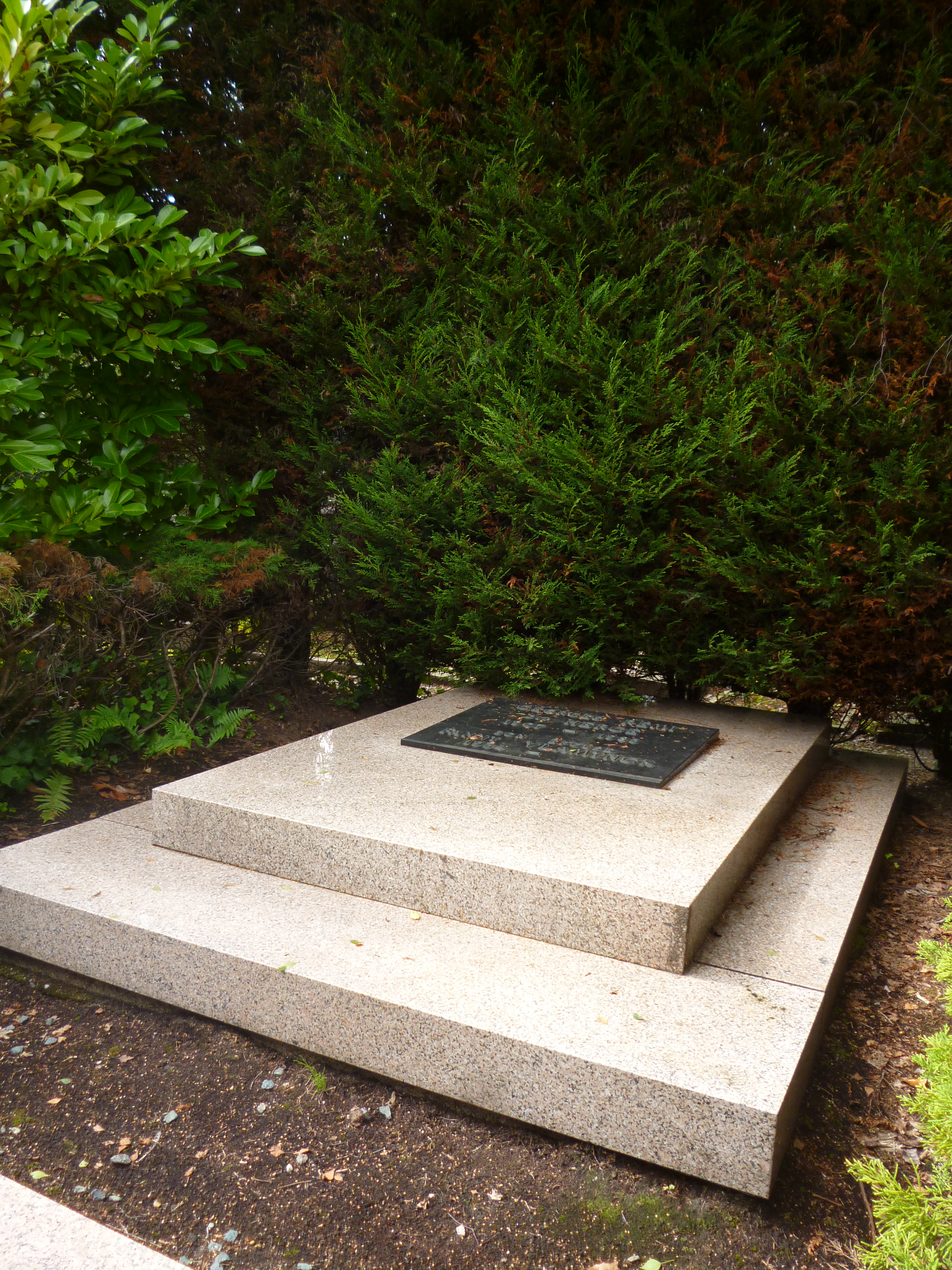
Hergé síremléke

Hergé sok éven át szenvedett csontrákban. Az ennek nyomán kialakuló anémia komplikációja okozta halálát. 1983. március 3-án, 75 éves korában hunyt el. Félbemaradt a huszonnegyedik Tintin kaland, Tintin és Alph-Art. Mivel többször kifejezte abbéli óhaját, hogy más ne folytassa Tintin történeteit, 1986-ban posztumusz publikálták utolsó történetének skicceit és jegyzeteit. 1988-ban a Tintin magazin sem folytatódott tovább.
Hergé számos képregényét megfilmesítették az Ellipse-Nelvana gondozásában a Tintin kalandjai című televíziós rajzfilmsorozatban.

## Társadalmi hatás

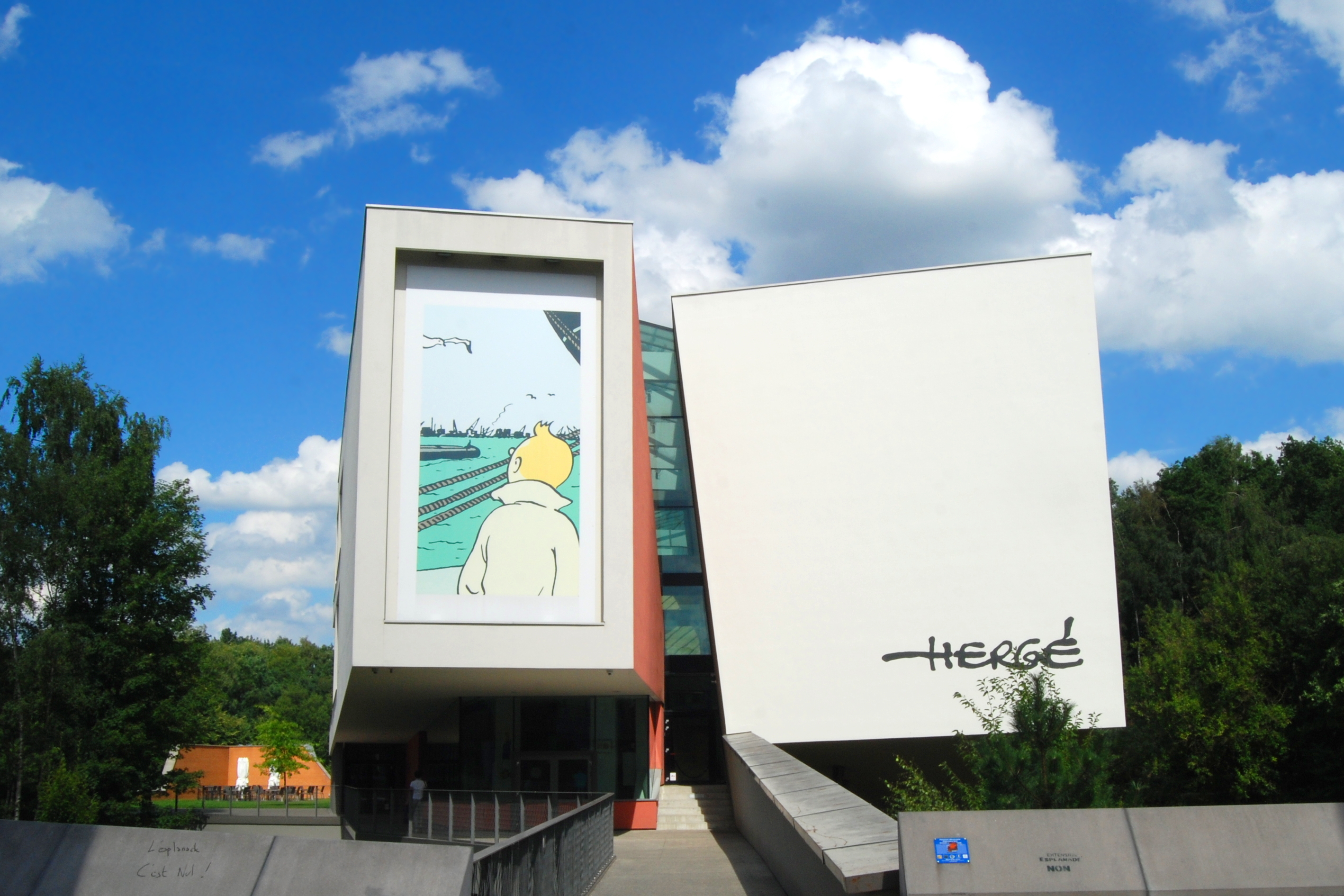
A Hergé múzeum

Képregényein a második világháború után generációk nőttek fel, a ma negyvenes-ötvenes éveikben járó belgák többsége kívülről fújja a Tintin hősök nemegyszer szállóigévé vált replikáit. Az iskolákban pedig irodalomórákon ma is feladat egy-egy történet elemzése. Ha a töretlen népszerűségű Hergé-nek nem is, de a Tintinnek és elmaradhatatlan útitársának, Milou kutyának még a művész életében, 1976-ban szobrot emeltek Brüsszel legelegánsabb kerületében, Uccle-ben. 2009-ben pedig megnyílt a Hergé múzeum, melynek alapkövét 2007-ben tették le, a művész születésének 100. évfordulójának alkalmából.

## Filmek időrendi sorrendben
- The Crab with Golden Claws (bábfilm, 1947, magyarul nem mutatták be)
- Hergé's Adventures of Tintin (1957-es televíziós rajzfilmsorozat, magyarul nem mutatták be)
- Tintin és az Aranygyapjú rejtélye (élőszereplős film, 1961)
- Tintin és a Kék Narancs (élőszereplős film, 1964)[52]
- Tintin és a Nap Temploma (rajzfilm, 1969)
- Tintin és a Cápák Tava (rajzfilm, 1972)
- Quick et Flupke (1983-as televíziós rajzfilmsorozat, magyarul nem mutatták be)
- Tintin kalandjai (1991-es televíziós rajzfilmsorozat)
- Tintin kalandjai (egész estés számítógépes-animációs film Steven Spielberg rendezésében, 2011)

## Bibliográfia
- Tintin kalandjai – 24 könyv, egy befejezetlen
- Jo, Zette és Jocko – 5 könyv
- Quick és Flupke – 12 könyv
- Totor, a Cockcharter cserkészcsapat vezére – 1926, képregénysorozat a Le Boy Scout Belge cserkészmagazinban
- Flup, Nénesse, Poussette és Cochonnet – 1928, egy sportriporter írásának illusztrációja a Le Petit Vingtieme újságban
- Tim, a mókus kalandjai a távoli nyugaton – 1931, promóciós anyag egy raktárnak
- Fred és Mile – 1931, rövid humoros képsor a Mon Avenir újságban
- A csodálatos Mops út – 1932
- Jef Debakker kalandjai – 1932
- Tom és Millie kalandjai – 1933
- Popol nyugatra – 1934
- Bellum úr – 1939, egy hitlerellenes szatíra
- Thompson és Thomson detektívek - 1943, írta Paul Kinnet, illusztrálta Hergé. Egy detektívregény Tintin kalandjaiban is megjelenő detektív szereplésével, megjelent a Le Soir-ban két Tintin történet közti időszakban
- Felfedezték a Holdat – 1969 rövid képregény a Paris Match-ban

## Magyarul
- Az egyszarvú titka; ford., szerk. Miklódy-Kardos Judit; IPV, Bp., 1989 (Tintin kalandjai)
  - (Az Unikornis titka címen is)
- Az aranyollós rák; Egmont Hungary, Bp., 1994 (Tintin kalandjai)
- Ottokár jogara; ford. Luca Anna; Egmont, Bp., 2008 (Tintin kalandjai)
- A titokzatos csillag; ford. Luca Anna; Egmont, Bp., 2008 (Tintin kalandjai)
- Az Unikornis titka; ford. Luca Anna; Egmont, Bp., 2008 (Tintin kalandjai)
  - (Az egyszarvú titka címen is)
- A törött fül; ford. Luca Anna; Egmont, Bp., 2008 (Tintin kalandjai)
- A Fekete-sziget; ford. Luca Anna; Egmont, Bp., 2008 (Tintin kalandjai)
- Vörös Rackham kincse; ford. Luca Anna; Egmont, Bp., 2008 (Tintin kalandjai)
- A 7 kristálygömb; ford. Luca Anna; Egmont, Bp., 2009 (Tintin kalandjai)
- A naptemplom; ford. Luca Anna; Egmont, Bp., 2009 (Tintin kalandjai)
- A fekete arany országában; ford. Luca Anna; Egmont, Bp., 2010 (Tintin kalandjai)
- Az aranyollós rák; ford. Luca Anna; Egmont, Bp., 2010 (Tintin kalandjai)
- A fáraó szivarjai; ford. Luca Anna; Egmont, Bp., 2011 (Tintin kalandjai)

## Eltulajdonítások
1989-ben egy anarchista grafikus novella Kitörően szabad címmel jelent meg Angliában Jack Daniels néven. A propagandisztikus történetet nem kötik egyetlen Tintin regényhez sem, de Hergé stílusában rajzolták és számos Tintin karaktert szerepeltet. Tintin és Haddock kapitány megjelenik mint nagybácsi és unokaöcs, mint londoni munkások, és az erőtlen munkásegyletek miatt váltak munkanélkülivé. A szegénynegyedekben burjánzó korrupció, valamint a gazdagok bősége is a témája. A történetben szegényeket költöztetnek el hogy luxusházakat építsenek. A hősök pedig barátaikkal és szomszédaikkal egyesülve nemzeti mozgalmat hoznak létre legvégül. Mivel a könyv szerzői jogok nélkül jelent meg Hergé nem tudott jogi lépéseket tenni.
Ez csak egyike volt a megjelent nem hivatalos publikációknak, melyek ellen – mint a Tintin Thaiföldön sorozat esetében is – Hergé legtöbbször sikeresen lépett fel.